# Tifone Talas

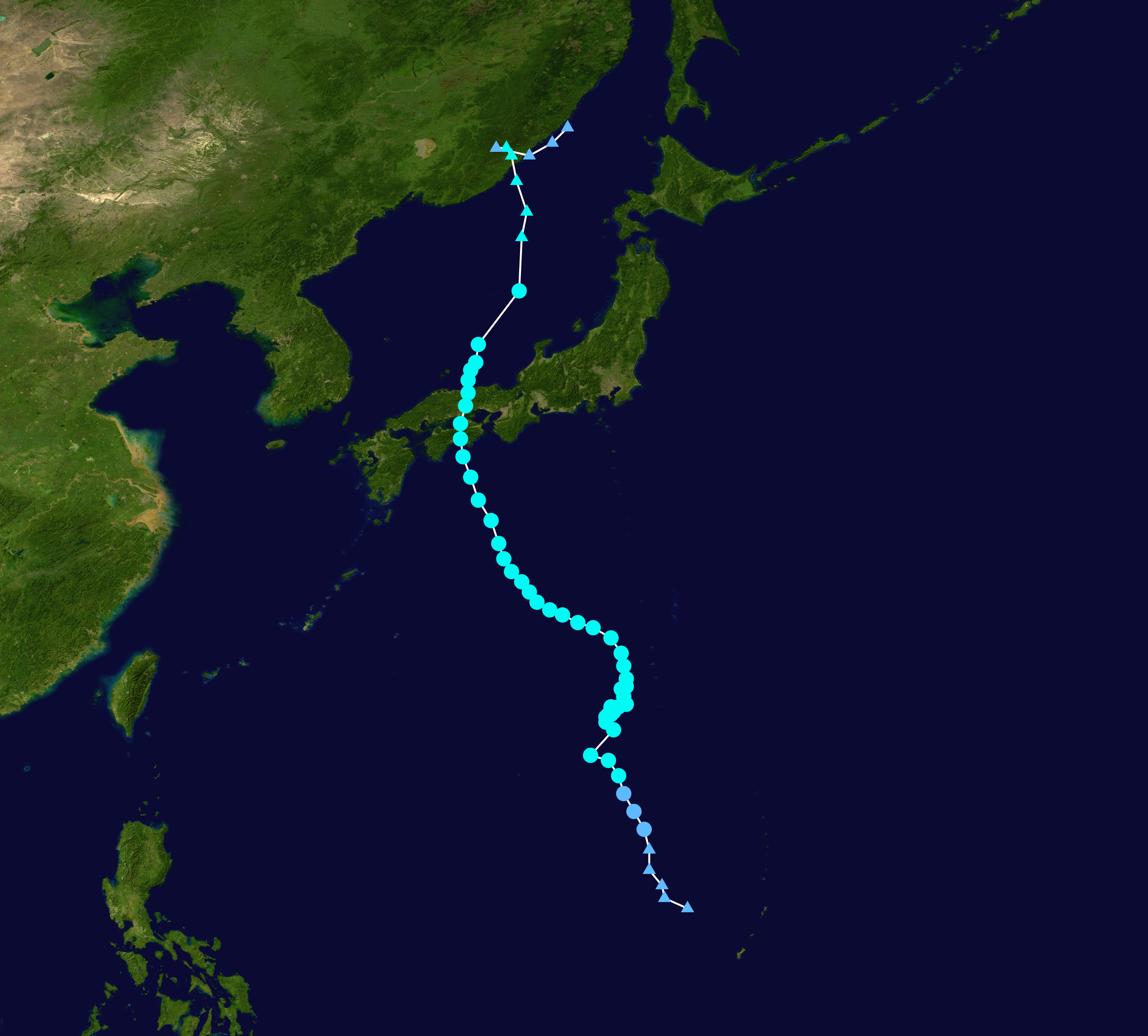
Il percorso di Talas

Il tifone Talas (denominazione internazionale: 1112, designazione JTWC: 15W) è un ciclone tropicale apparso il 23 agosto, 2011 e dissipato il 5 settembre 2011. Ha fatto diverse vittime in Giappone.